# 58 (број)
58 је број, нумерал и име глифа који представља тај број. 58 је природан број који се јавља после броја 57, а претходи броју 59.

## У науци
58 је:
- сума првих седам простих бројева.
- 11-гоналан број.[1]
- атомски број церијума.

## Остало
58 је:
- поштански код округа Шелби у Алабами.
- поштански код округа Морган у Охају.
- код за међународне директне позиве у Венецуели.
- број округа у Калифорнији.
- број за који Патрик у популарној анимираној телевизијској серији Сунђер Боб Коцкалоне тврди да је најсрећнији.